# Рубик Всемогущий
«Ру́бик Всемогу́щий» — юмористическое шоу, выходившее на «Первом канале», снятое по формату британской программы The Kumars at No. 42. Как и в оригинальной передаче, исполнители главных ролей действовали, в основном, не по заранее написанному сценарию, а импровизировали.
По сюжету передачи, московский армянин по имени Рубен-джан, купил эфир на «Первом канале», и вместе со своей семьёй: невестой Леной, дедушкой Суреном, сестрой Ириной, и племянником Гамлетом, у себя в студии принимает гостей, среди которых музыканты, шоумены, актеры, телеведущие.

## В ролях[5]
- Рубен-джан по прозвищу «Всемогущий» — Рубен Джагинян
- Невеста Лена — Янина Студилина
- Дедушка Сурен — Слава Степанян
- Сестра Ирина — Ирина Гавра
- Племянник Гамлет — Ваган Сароян

## Выпуски программы
- Первый выпуск программы вышел 2 августа 2009 года. В студию программы пришли Дмитрий Дибров и Анна Семенович. Дмитрий Дибров рассказал, чем ему дорог Ростов-на-Дону, а Анна Семенович — каким образом попадают в шоу-бизнес.

- Второй выпуск вышел 9 августа 2009 года. В гости к Рубику пришли Вера Брежнева и Тимур Родригез. Вера рассказала о перенесенных хирургических вмешательствах, а Тимур признался, что попал в шоу-бизнес через постель.

- Третий выпуск вышел 16 августа 2009 года. Гостями программы стали Сергей Светлаков и Валдис Пельш. Сергей рассказал о своих отношениях с кошками, а Валдис научил армянскую семью прыгать с парашютом.

- Четвёртый выпуск вышел 23 августа 2009 года. Гости студии Анастасия Заворотнюк и Игорь Верник. Анастасия открывает секрет борьбы с домогающимися мужчинами, а Игорь дает сеанс игры в КВН.

## Критика
После выхода первого пилотного выпуска передачи на имя генерального директора «Первого канала» Константина Эрнста поступил официальный протест от Союза армян России с требованием немедленно снять с эфира программу, так как
…российскому зрителю был представлен шаржированный образ «странной» армянской семьи. Передача анонсирована как юмористическая, однако просмотренное вызвало не смех, а естественную бурю негодования среди армянской молодёжи России.

…данная передача не соответствует не только высокому уровню Первого канала, но и государственной концепции профилактики ксенофобии среди российской молодёжи.
Кроме того, передача подвергалась критике в российских и армянских СМИ.
Впоследствии продюсер и автор шоу Руслан Сорокин в своём интервью «Независимой газете» заявил:

«„Рубика всемогущего“ я не считаю провальным проектом. Да, были недочёты, но мы всё делали честно, искренне, не желая кого-то обидеть. Мы очень любим Рубена Джагиняна и хотели, чтобы его обаяние передалось зрителям. Очень я удивился позиции Союза армян России и прочим негативным откликам на национальную тему. Видимо, наше общество не готово к подобным экспериментам — надо было, наверное, придумать несуществующую нацию».